# 情熱☆熱風☽せれなーで
「情熱☆熱風☽せれなーで」（じょうねつ・ねっぷう・せれなーで）は、近藤真彦の5作目のシングルレコード。1982年1月7日に発売された。発売元はRVC。

## 概要
タイトル中の『☆』と『☽』は、歌詞の中の「ムーンライトにキラリ」から採ったもの。曲調がそれまでの近藤の曲と違っていたため、ロングセラーを記録した。レーベル色が既存のRCAレーベルの山吹色ではなく、濃赤色である。

## 収録曲
- 両楽曲共に、作曲：筒美京平／編曲：大谷和夫

1. 情熱☆熱風☽せれなーで（3分35秒）
作詞：伊達歩
  - 1995年3月8日にLPで発売され、後にCDで復刻された『THE MATCHY best song for you』では、歌詞カードに『狂ったぜ』と通常通り記載されているが、実際は『狂ったよ』と歌われている。
2. あばよ ポニーテール（3分23秒）
作詞：康珍化